# Humlebæk
Humlebæk er en by i Nordsjælland med 9.861 indbyggere  (2024) beliggende nær ved Helsingørmotorvejen i Fredensborg Kommune under Region Hovedstaden. I Humlebæk findes Louisiana - Museum for Moderne Kunst. Byen har via Kystbanen togforbindelse til Helsingør og København, og der køres 20 minutters drift med stop ved Humlebæk Station.
Humlebæk ligger ved Øresundskysten på det østlige Sjælland. Ved byen ligger den tidligere herregård Krogerup, nu højskole.

## Historie
Humlebæk var oprindeligt et fiskerleje, hvis historie kan spores tilbage til 1500-tallet. I henhold til jordebogen for Kronborg og Frederiksborg len 1582-83 havde Humlebæk 7 fiskere, som kun ydede fisk i landgilde.
I 1682 talte fiskerlejet 7 huse, der lå parallelt med kysten på forstrande neden for en kystskrænt. Fiskeriet var overvejende et stadefiskeri, idet fiskestaderne lå ud for kysten. Med tiden voksede Humlebæk, og der opstod en gruppe af "frie" fiskere og dermed et modsætningsforhold til stadefiskerne. I 1903 dannedes "Foreningen af de fri Fiskere af 1903", der omfattede fiskere fra Espergærde, Humlebæk og Sletten. Med tiden fik Humlebæk-fiskerne deres egen forening.
En skole fik Humlebæk i 1792 i huset Gammel Strandvej 87, der stadig findes. Før den tid havde de 2 fiskerlejers børn søgt rytterskolen i Dageløkke.
23. juli 1700 gik svenske tropper i land i Humlebæk, hvilket førte til Danmarks udtræden af første af fase af Den Store Nordiske Krig.

### Humlebæk Kro
Humlebæk Kro kan dateres tilbage til kgl. bevilling 1740:
"Kongens bevilling givet paa vort Slot Friderichsborg d. 19de Septemb 1740
Vi Christian den Siette, af Guds Naade Konge til Danmark og Norge,
de Wenders og Gothers, Hertug udi Schleswig og Delmenhorst.
Gjøre alle vitterligt, at Vi Allerunderdanigst gjorde Ansøgning, og Os Elskelig Friderich von Gram, Ridder, Voren Geheime Raad og Ober Jægermester, samt Amtmand over Friderichsborg og Cronborg Amter, hans herover af 16de Augustij sidstleden given Erklæring, Allernaadigst have bevilget og tilladt, saa og herved bevilge og tillade, at Os elskelig Friderich Rostgaard til Krogerup, Vores Conference Raad, og hans Hustrue Condradine Revenfeldt, maa indtil videre udi det samme tilhørende Fiskerleje Humlebek kaldet, beliggende paa Cronborg Amt, lade holde Kroe og de Reisende, saavel som andre med behøvende Logementer, samt Spiise og drikkevarer til Nødtørftighed, og for en billig betaling sammesteds betiene, med de Vilkaar at Kroe-holderen ingensinde understaaer sig selv at brygge og brænde, men skal være pligtig at hente de behøvende Varer fra Helsingør, som nærmeste Kjøbstad, og desforuden svare udi Vores Cassa som en Kjendelse, Aarlig Tre Rigsdalers Afgift.
I det øvrige haver De altid at holde Kroet udi forsvarlig Stand vedlige, og I alle maader rætte sig dermed efter Loven, om de om Kroehold Allernaadigst udgangne Forordninger, saa at samme Kroe ingenlunde til noget Fylderie eller Tiidsspilde for Bonden eller andre vorder misbrug, saafremt Dette Privilegium ikke eller derved skal være forbrudt og aldeles ophævet.
Forbydendes alle og enhver herimod, eftersom foreskrevet staar, at hindre eller udi nogen Maade forfang at gjøre, under Vor Hyldest og Naade.
Under Vor Kongelige Haand og Seigl
Christian R.
Over for kroen ligger restauranten Køllesgaard, tegnet 1932 af Carl Brummer.

### Krigshavn
En krigshavn, hvis rester er Humlebæk Sø, blev anlagt under Englandskrigene og omgives nu af Humlebæk Kirke (opført 1868 ved Vilhelm Tvede) og Kirkegård. Det skulle have været en befæstet kaperhavn og blev påbegyndt under englændernes bombardement af København i 1807. Bag de høje volde og skanser kunne der ligge op til hundrede små kanonbåde eller kaperskibe. Med adgang til Øresund skulle de bekæmpe og erobre de engelske orlogs- og handelsfartøjer i danske farvande. Anlægget kom dog aldrig til at fungere som krigshavn, da krigen sluttede, før det stod færdigt. Et par år senere blev Humlebæk Havn anlagt, i 1810, og fejrede således 200 års jubilæum i 2010.

### Landliggerliv
I anden halvdel af 1800-tallet blev Humlebæk inddraget i det voksende københavnske landliggerliv: en dampskibsforbindelse langs øresundskysten blev oprettet og fik blandt andet anløbssted i Humlebæk.

### Brevsamlingssted
Ifølge cirkulære nr. 20 – 1852 af 26. oktober bekendtgjordes det, at der var blevet oprettet et brevsamlingssted i Humlebæk, samt i Vedbæk, Rungsted, Store Lyngby og Lyhne Kro. Tidligere på året, 27. juli, var der oprettet 81 brevsamlingssteder, heraf 59 på kroer, andre steder på møller eller som her ved en havn, hvor ruteskibene lagde til, altså hvor mennesker mødtes. Af den første kontrakt mellem postkontoret i Helsingør og brevsamleren i Humlebæk ses det, at brevsamleren hed M.M. Nærum. Da vi ved, hvor han boede, kommer vi frem til, at det første posthus (brevsamlingssted) i Humlebæk var Gammel Strandvej 32, mat.nr. 13. Huset ligger der endnu og er muligvis det ældste hus i Humlebæk.

### Kystbanen
Endnu i slutningen af 1800-tallet beskrives Humlebæk som " Fiskerleje og Ladeplads med Kapel, Havn, Kro, Skibs- og Baadebyggeri, Toldkontrolsted, Station for 3. sjæll. Kystpolitidistr."
Det var anlæggelsen af Kystbanen 1895-97, der for alvor satte gang i befolkningsvækst og bebyggelsesudvikling. Godsejer Oscar Brun, ejer af den stedlige herregård Krogerup, afgav jord til anlæggelsen af en mellemstor station. Jernbanestationen blev oprindeligt lagt som et kompromis på bar mark omtrent midt mellem Humlebæk, Sletten og landsbyen Toelt, og snart voksede en bydannelse, Ny Humlebæk, frem i tilknytning til denne. Bydannelsen bredte sig hurtigt ud mod kysten til fiskerlejet, og de to bebyggelser voksede sammen til een. I tidens løb voksede stationsbyen sammen med fiskerlejet Sletten. Denne bebyggelse var imidlertid fortrinsvis knyttet til kysten og Strandvejen (Gammel Strandvej), mens anlæggelsen af en ny aflastningsvej (Ny Strandvej) mellem jernbanen og Strandvejen i første omgang ikke trak bebyggelse til.
Forholdene gjorde, at bebyggelsen opstod tre forskellige steder: i tilknytning til fiskerlejet Humlebæk, i tilknytning til fiskerlejet Sletten og i tilknytning til Torpen (Nederste Torp og Øverste Torp). Først fra 1950 regnedes de tre områder som sammenbyggede. Befolkningsudviklingen fordelt på delområder var:
| Bydel    | 1906  | 1911  | 1916  | 1921  | 1925    | 1930    | 1935    | 1940    | 1945    | 1950  | 1955  | 1960  | 1965  |
| -------- | ----- | ----- | ----- | ----- | ------- | ------- | ------- | ------- | ------- | ----- | ----- | ----- | ----- |
| Humlebæk | 140   | 312   | 348   | 362   | 477     | 483     | 602     | 568     | 744     | -     | -     | -     | -     |
| Sletten  | -     | 480   | 508   | 596   | 463     | 467     | 469     | 546     | 556     | -     | -     | -     | -     |
| Torpen   | -     | -     | -     | -     | 297     | 256     | 341     | 286     | 331     | -     | -     | -     | -     |
| I alt    | (140) | (792) | (856) | (958) | (1.237) | (1.206) | (1.412) | (1.400) | (1.631) | 2.073 | 2.619 | 3.371 | 4.054 |

Kilder:
Danmarks Statistik: Statistiske Meddelelser 4. rk, 37. bd, 1. hæfte: "Folkemængden 1. Februar 1911 i Kongeriget Danmark"; København 1911; s. 105
Danmarks Statistik: Statistiske Meddelelser 4. rk, 51. bd, 1. hæfte: "Folkemængden 1. Februar 1916 i Kongeriget Danmark"; København 1916; s. 64
Danmarks Statistik: Statistiske Meddelelser 4. rk, 63. bd, 1. hæfte: "Folkemængden 1. Februar 1921 i Kongeriget Danmark"; København 1921; s. 70
Danmarks Statistik: Statistiske Meddelelser 4. rk, 86. bd, 2. hæfte: "Folkemængden 1. Februar 1930 i Kongeriget Danmark"; København 1931; s. 173
Danmarks Statistik: Statistiske Meddelelser 4. rk, 101. bd, 1. hæfte: "Folkemængden 1. Februar 1935 i Kongeriget Danmark"; København 1936; s. 172f
Danmarks Statistik: Statistiske Meddelelser 4. rk, 113. bd, 3. hæfte: "Folkemængden 1. Februar 1940 i Kongeriget Danmark"; København 1941; s. 123f
Danmarks Statistik: Statistiske Meddelelser 4. rk, 128. bd, 1. hæfte: "Folkemængden 1. Februar 1945 i Kongeriget Danmark"; København 1946; s. 72f
Danmarks Statistik: Statistiske Meddelelser 4. rk, 147. bd, 1. hæfte: "Folkemængden 1. Februar 1950 i Kongeriget Danmark"; København 1952; s. 7
Danmarks Statistik: Statistiske Meddelelser 4. rk, 166. bd, 1. hæfte: "Folkemængden 1. Februar 1955 i Kongeriget Danmark"; København 1957; s. 8
Danmarks Statistik: Statistiske Undersøgelser Nr. 10: "Folketal, areal og klima 1901-60"; København 1964; s. 173
Danmarks Statistik: Statistiske Meddelelser 1968:3: "Folkemængden 27. september 1965 og Danmarks administrative inddeling"; København 1968; s. 8

### Ny Strandvej
I 1924 blev Ny Strandvej (nu Humlebæk Strandvej) anlagt gennem Lave Skov og forbi Humlebæk Kirke som en tiltrængt aflastning af den smalle Strandvejs forløb gennem de to gamle fiskerlejer. I 1937 førtes vejen videre over Humlebæk fiskerlejes stejleplads til Espergærde og i 1940 blev vejen ligeledes ført uden om Nivå til Mikkelborg.
I 1938 fik Humlebæk egen biograf, Strandvejsbiografen, nu Humle Bio, på den nye vejstrækning, tegnet i funkisstil af den lokale arkitekt Holger Sørensen. Bygherre var Anders Rasmussen fra Sletten, også kaldet "Mælke-Anders", idet han havde mælke- og brødudsalg i den sydlige del af Sletten. Ved indvielsen 21. april 1939 spilledes filmen Maria Walewska med den svenske skuespillerinde Greta Garbo i hovedrollen.
I 1945 grundlagde lægen Kirstine Nolfi kurstedet Humlegaarden.
Den omstridte klinik, der nu specialiserer sig i alternativ behandling af kræft, ligger som Humlebæk Strandvej 11.

### Louisiana kunstmuseum
Den 14. august 1958 åbnede kunstmuseet Louisiana, der satte Humlebæk på verdenskortet. Grosserer Knud W. Jensen havde påbegyndt et museum i hofjægermester Alexander Bruns gamle landsted Louisiana (opkaldt efter Bruns tre hustruer ved navn Louise) og lod 1958 en modernistisk tilbygning opføre ved Jørgen Bo og Vilhelm Wohlert. Brun havde erhvervet stedet i 1854, men hovedbygningen (som Brun forhøjede i 1871) er tre år ældre. Bygningen til venstre for Louisianas hovedbygning er bygget mellem 1810 og 1820 som bolig til havnefogeden ved Humlebæk Havn.
Parken omkring Louisiana er også skabt af Alexander Brun, der her plantede træer fra alle verdensdele. Hofjægermesteren var også en dygtig frugtavler, og han podede sig frem til nye pæresorter. I skødet til ejendommen var indføjet den klausul, at alle til enhver tid skulle kunne hente podekviste til de af hofjægermesteren opelskede pæresorter.

### Byudvikling
Området omkring stationen blev først bebygget i årene efter 2. verdenskrig, og den symmetriske randbebyggelse og anlægget foran stationen blev anlagt i 1950'erne. De to veje, der danner et "V" foran stationen, er opkaldt efter Oscar Brun og hans hustru, Ida Tesdorpf. Brun-familien havde spillet en rolle i Humlebæk, siden Constantin Brun havde købt Krogerup i 1810. Hans hustru Frederikke Brun har givet navn til Frederikkevej, mens Louisevej og Amalievej også er opkaldt efter Brun'ske personer. Omkring 1960 var området øst for jernbanen helt udbygget og man tog fat på området mod vest mellem jernbanen og Kongevejen.
I 1957 tog man fat på bebyggelsen af arealerne vest for Kystbanen med opførelsen af boligbebyggelsen Teglværksparken, der har navn efter Humlebæk Teglværk, der lå her fra 1908 indtil en ødelæggende brand i december 1943.
I begyndelsen af 1960-erne blev udarbejdet en "byudviklingsplan for Helsingøregnen", der også omfattede Humlebæk. Denne forudså, at der skulle ske en byudvikling vest for Kystbanen på arealer i tilknytning til Nederste Torp og Øverste Torp helt ud til Kongevejen. Gennemførelsen af denne tog imidlertid tid, og endnu ved kommunalreformen i 1970 var byudviklingsplanen kun delvist gennemført.

### Byudviklingen efter 1970
I 1970'erne blev der etableret et omfattende stisystem af cykel- og gangstier, der fører til Humlebæk Centret. Centret og Humlebæk Bibliotek blev anlagt vest for stationen i tiden 1976-1987 efter tegninger af Erik Korshagen. Butikslivet er fordelt på centret og på Humlebæk Strandvej, mens alle butikker på Gammel Strandvej er forsvundet.
Samtidig blev Fredensborgvej anlagt som en forsænket motortrafikvej. Den oprindelige vej til Fredensborg fra Humlebæk til Fredensborg var Torpenvej, der i dag er skåret over af de mange boligveje i området. Tilbage af den oprindelige Torpenvej er kun stykket fra Gammel Strandvej til jernbanen. Ligeledes giver Jernbane Allé ikke meget mening længere, men oprindeligt førte den kastanjebeplantede vej op til Kystbanen, hvor der lå et jernbanepakhus, og fortsatte langs sporene frem til Humlebæk Station.
Pr. 1. januar 2007 blev Fredensborg-Humlebæk Kommune lagt sammen med Karlebo Kommune og blev omdøbt til Fredensborg Kommune.

### Befolkningsudviklingen
Befolkningsudviklingen har i hovedtræk været denne:
1906: 140
1911: 312
1916: 348
1921: 362
1925: 477
1930: 483
1950: 2.292 (incl. Sletten og Torpen)
1955: 2.502
1976: 7.547
2003: 8.760
2024: 9.861

## Infrastruktur og transport
Humlebæk har udviklet sig til et trafikknudepunkt med tog- og busforbindelser mod Helsingør, Fredensborg og i retning af København.

### Vejnet
Humlebæk har et differentieret vejnet. Som gennemfartsvej gennem byen fungerer Ny Strandvej øst for Kystbanen, der løber i nord-sydlig retning og forbinder Humlebæk med andre byer langs Øresund. Som byens overordnede fordelingsvej fungerer Fredensborgvej, der løber i øst-vestlig retning og forbinder Strandvejen med Kongevejen og Helsingørmotorvejen samt videre til Fredensborg. Fra Fredensborgvej udgør en række stamveje i sydlig retning, der forbinder byens nyere boligområder med fordelingsvejen. Fra disse stamveje udgår lukkede boligveje, som regel i øst-vestlig retning. Den vestligste af stamvejene betjener byens industriområde. Nord for Fredensborgvej ligger kun en fordelingsvej, der giver adgang til Humlebækcenteret og til et mindre boligområde ved Nederste Torp.

### Busforbindelser
Af buslinier findes:
- 388 "Strandvejsbussen", som mod nord forbinder med Espergærde, Snekkersten og Helsingør, mod syd med Nivå Station, Rungsted Kyst Station, Vedbæk havn, Skodsborg, Klampenborg Station og Lyngby Station.
- 370, mod Fredensborg St.

### Jernbaneforbindelser
Humlebæk har jernbaneforbindelse til København og Helsingør med Kystbanen fra Humlebæk Station.

## Erhverv
I forbindelse med udbygningen i 1960'erne og 1970'erne udvikledes i byens vestlige udkant et industriområde.
Humlebæks handels- og servicemæssige tyngdepunkt er Humlebæk Centret beliggende umiddelbart vest for Humlebæk Station.
Den danske virksomhed Coloplast, der producerer medicinsk udstyr, har sit hovedsæde i i den vestligste del af Humlebæk ud mod motorvejen.

## Uddannelse
I Humlebæk findes Langebjergskolen, Humlebæk Skole, og Humlebæk Lille Skole.
Nordvest for byen ligger Krogerup Højskole.

## Kultur
I Humlebæk findes Louisiana, kunstmuseum for moderne kunst.

### Havne
Ved Øresundskysten har Humlebæk to gamle havne, Humlebæk Havn og Sletten Havn. Havnene fungerer som lystbådehavne. Der har tidligere fra Sletten Havn været skibsforbindelse til Hven og Helsingborg.

### Parker og rekreative områder
Syd for Humlebæk ligger Laveskov, nord for byen Babylone skov med rester af gamle skanser.

## Kendte bysbørn
Af kendte personer, der har eller har haft bopæl i Humlebæk, kan nævnes
- tidligere indenrigsminister og statsminister Knud Kristensen, partierne Venstre og De Uafhængige
- arkitekt Gehrdt Bornebusch,
- arkitekt Jørgen Selchau,
- arkitekt Holger Tangaa Hansen,
- professor, dr.jur. Jens Elo Rytter,
- forfatter, direktør Morten Hesseldahl,
- forfatter Mads Lidegaard
- finansminister Claus Hjort Frederiksen (Venstre)
- udenrigsminister Martin Lidegaard
- chefredaktør Bo Lidegaard
- tidl. medlem af Folketinget og af Nordisk Råd René Robert Brusvang, medstifter af Centrumdemokraterne
- journalist Kai Selliken,
- journalist Lone Kühlmann,
- dr. theol. Hal Koch,
- brigadegeneral Christian Herskind
- dressurrytter Anne Grethe Törnblad
- professor emeritus Aage Henriksen
- fodboldspiller Mads Junker
- fodboldspiller Tobias Mikkelsen
- museumsdirektør og grosserer Knud W. Jensen
- tegner Arne Ungermann Jørgensen
- fhv.minister Sophie Løhde
- professor Minik Rosing
- filminstruktør Tomas Villum Jensen
- skribent Lise Nørgaard

I Dageløkke boede maleren Ole Kielberg. Se desuden Sletten.